# 汾城试院
汾城试院位于中国山西省襄汾县汾城镇城内村，南至鼓楼西街，北接汾城文庙，保存完好。内有学前塔。
2006年5月25日列为第六批全国重点文物保护单位。